# 13004 Aldaz
13004 Aldaz este un asteroid din centura principală de asteroizi.

## Descriere
13004 Aldaz este un asteroid din centura principală de asteroizi. A fost descoperit pe 15 septembrie 1982 la Stația Anderson Mesa de Edward L. G. Bowell. Asteroidul prezintă o orbită caracterizată de o semiaxă mare de 2,59 ua, o excentricitate de 0,30 și o înclinație de 14,2° în raport cu ecliptica.